# Seberang Perai
Seberang Perai – miasto w Malezji, w stanie Penang. W 2020 roku liczyło ponad 1,1 mln mieszkańców.